# Hurricane Festival
Das Hurricane Festival ist ein seit 1997 auf der Motorrad-Sandrennbahn Eichenring bei Scheeßel (Niedersachsen), zwischen Bremen und Hamburg stattfindendes Musikfestival. Mit bis zu 80.000 Besuchern (2022) zählt es zu den größten Musikfestivals in Deutschland. Gleichzeitig mit dem „Schwesterfestival“ Southside wird es jeweils im Juni von der FKP Scorpio Konzertproduktionen GmbH, der MCT Agentur GmbH und KoKo Konstanz GmbH veranstaltet. Wie viele andere große Festivals setzt das Hurricane auf eine Mischung aus Rock, Alternative, Pop und Electro, wobei neben etablierten Stars auch Neulinge zum Zuge kommen.
Angereist werden kann ab Donnerstagmittag. Bedingt durch die Lage trifft man auf dem Hurricane neben Besuchern aus ganz Deutschland auch Menschen aus aller Welt, insbesondere aus England, den Niederlanden und den Nordischen Ländern.

## Geschichte

### Vorgängerfestivals 1973 und 1977
Bereits am 8. und 9. September 1973 fand unter dem Titel „Es rockt in der Heide“ das erste Festival in Scheeßel statt. Es war ein Festival mit vielen damals sehr bekannten Größen der Rockmusik (wie Chuck Berry, Jerry Lee Lewis, Chicago, Manfred Mann’s Earth Band, Lou Reed) und es zog sich dank der Spielfreude der Bands bis in die tiefe Nacht vom Montag hin.
Beim First Rider Open Air vom 3. bis 4. September 1977 entstand ein Sachschaden von 1,5 Millionen Mark, als der Veranstalter, dem im Lauf der Planung des Festivals klar wurde, dass er die Bands nicht bezahlen konnte, mit den Resten der Festivalkasse durchbrannte. Der Name First Rider Open Air bezog sich auf einen seinerzeit neu eingeführten Zigaretten-Drehtabak der Marke Rider in Blue Jeans-Aufmachung. Der niederländische Tabak-Hersteller Douwe Egberts hatte das Festival mit DM 140.000 gesponsort und dafür ausgehandelt, dass der Name des Tabaks erwähnt würde. Ein Teil der 23 angekündigten Bands, u. a. Barclay James Harvest, Caravan, Nite City, Iron Butterfly, Nektar, Karthago, Quicksilver Messenger Service, Eddie & the Hot Rods, Ruphus, Graham Parker & the Rumour, Fairport Convention, The Damned, The Stranglers und die Byrds, kam gar nicht erst nach Scheeßel, weil zum einen bis zuletzt noch nicht einmal die Anreise-Finanzierung gesichert war, und zum anderen der vollkommen unbedarfte Veranstalter, ein 25-jähriger Bankangestellter, verschiedene Bands bereits im Voraus voll bezahlt hatte, die dann sinnigerweise überhaupt nicht mehr anreisten.
Es eröffneten Long Tall Ernie & the Shakers aus den Niederlanden und Golden Earring beendete mit Radar Love den Abend. Dann ging bis auf eine Notbeleuchtung die Bühnenbeleuchtung aus. Die als Ordner engagierten Hells Angels hatten sämtlich bereits lange vorher ihren Dienst mangels erhaltener Entlohnung eingestellt. Die sich betrogen fühlenden Musikfans und die um ihren Lohn geprellten Ordner setzten nach kurzer Zeit die Bühne und die Wohnwagen der Organisatoren in Brand. Equipment und Instrumente wurden zerstört. Aufgetreten sind außer den vorgenannten Bands Van der Graaf Generator, Colosseum II sowie die britische Prog-Rock-Gruppe Camel. Auch der Elektronik-Musiker Klaus Schulze war für einen Auftritt bereits hinter der Bühne anwesend gewesen. Ursprünglich angekündigt waren u. a. auch Steppenwolf und Ray Manzarek, der Pianist der Doors. Unter den enttäuschten und geprellten Besuchern kam es zu Ausschreitungen, in deren Folge die Bühne samt PA-Anlage in Brand gesteckt wurde. Es gab durch von der brennenden Bühne herabfallende Teile der stählernen Einrüstung einige Verletzte, die umgehend vom Rettungsdienst versorgt wurden. Auf Betreiben des damaligen Bürgermeisters fanden danach die Rock-Festivals in Scheeßel ein vorläufiges Ende.

### Neustart auf dem Eichenring 1997
Erst 1997 wurde unter der Regie eines neuen Bürgermeisters mit dem ersten Hurricane-Festival die musikalische Tradition des Ortes fortgesetzt. Mit Hilfe eines ortsansässigen Unternehmers gelang es Veranstalter Folkert Koopmans (FKP Scorpio) die Scheeßeler Stadtverwaltung zu überzeugen. Beim ersten Hurricane Festival am 21. und 22. Juni 1997 mit den Headlinern Rammstein, INXS und Bad Religion kamen rund 20.000 Besucher, ein Gewinn wurde nicht erwirtschaftet. Koopmanns hatte mit einem Breakeven bei 12.000 Besuchern gerechnet. 36 Bands spielten an zwei Tagen auf einer großen Haupt- und einer kleinen Zeltbühne. Da 9.000 der Zuschauer – viel mehr als erwartet – auf dem Gelände übernachten wollten, wurden kurzfristig weitere Flächen der benachbarten Bauern in Zeltplätze umgewandelt.

### Anstieg der Besucherzahlen und Vergrößerung des Geländes

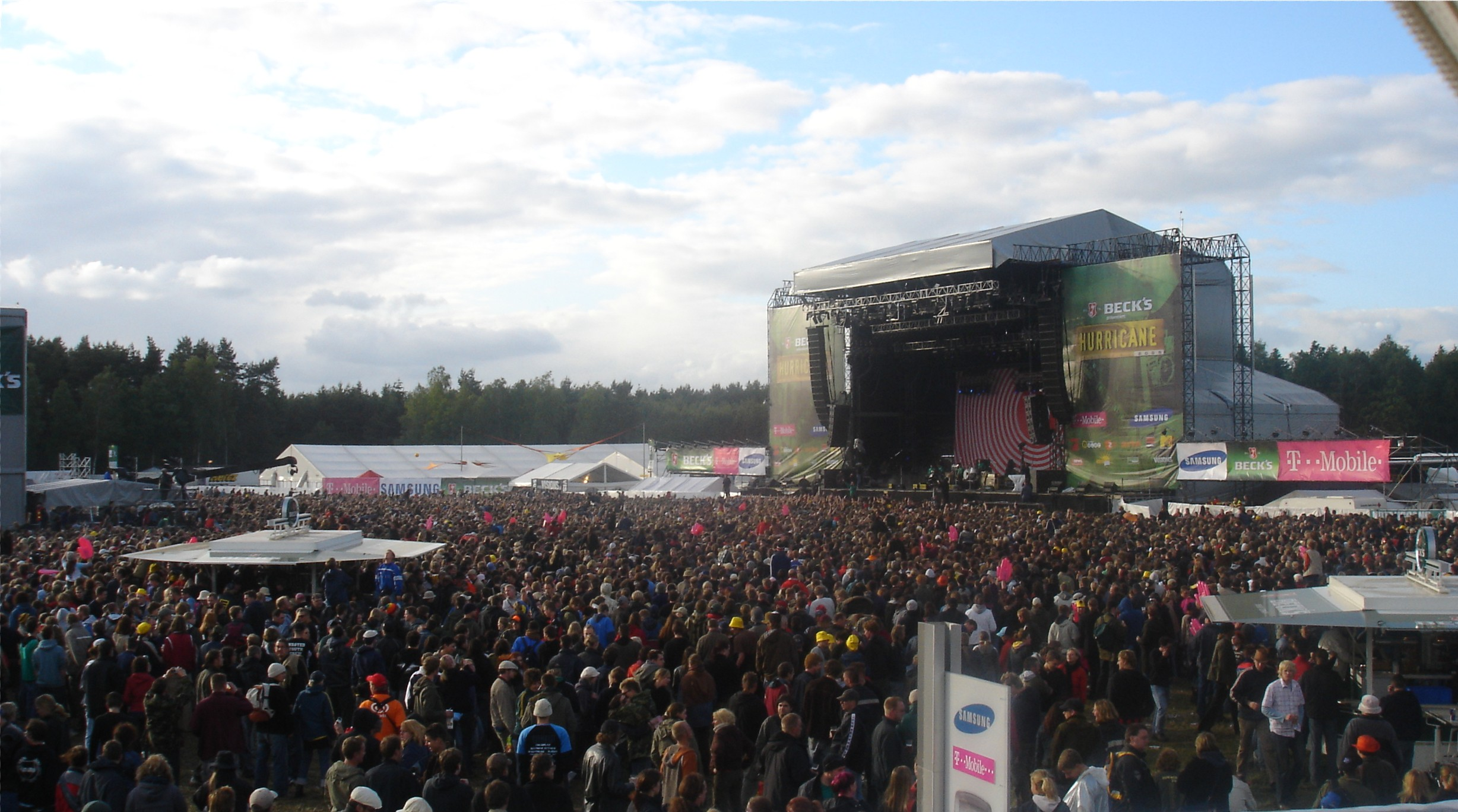
Beatsteaks spielen auf der Green Stage (2005)

Bereits im zweiten Jahr kamen mit 40.000 Besuchern mehr als doppelt so viele wie bei der Premiere und auch in der Folgezeit sollte die Besucherzahl weiter ansteigen. 2002 wurde mit 52.000 Zuschauern ein neuer vorläufiger Besucherrekord aufgestellt. In den ersten Jahren spielten – mit Ausnahme vom Festival 2000 – die Bands an zwei Tagen (Samstag und Sonntag), seit dem Jahr 2003 findet das Festival an drei Tagen (Freitag, Samstag und Sonntag) statt.
2004 war erstmals eine zweite Open-Air-Bühne aufgebaut, damals standen diese noch gegenüber, was zu einem unschönen Soundgemisch führte. In diesem Jahr trat David Bowie bei dem Festival auf. Nach seinem Auftritt klagte Bowie über Herzbeschwerden und wurde noch in der Nacht in Hamburg notoperiert. Sein Auftritt beim Schwesterfestival Southside wurde daraufhin abgesagt. Das Konzert auf dem Hurricane war Bowies letzter Live-Auftritt. Abgesehen von vereinzelten Gastauftritten stand er bis zu seinem Tod im Januar 2016 nicht mehr auf der Bühne.
2005 war das Festival mit über 60.000 verkauften Tickets ausverkauft; dies ließ aber bei einigen Besuchern Kritik laut werden, da sowohl der Zeltplatz als auch das Gelände selbst als überfüllt angesehen wurden. Aus diesem Grund wurde im darauffolgenden Jahr (2006) das bereits zwei Monate vor Festivalbeginn ausverkaufte Kontingent auf 50.000 Tickets reduziert, aus Sicherheitsgründen wurde auch das Crowdsurfing verboten. 2006 kam es etwa 90 Minuten vor dem offiziellen Ende des Festivals zum bis dato schwersten Unwetter in der Geschichte des Hurricane-Festivals. Sturmböen mit Windstärke elf und Niederschläge mit bis zu 30 Litern pro Quadratmeter verursachten Schäden an zahlreichen Zelten und Pavillons und erzwangen den Abbruch des Festivals. Die Zeltplätze standen teilweise kniehoch unter Wasser, so dass mehrere tausend Festivalbesucher notdürftig im Diskozelt untergebracht werden mussten. Viele PKW steckten fest und konnten nur mit Hilfe von Landmaschinen der ortsansässigen Landwirte aus dem aufgeweichten Parkplatz befreit werden.
Durch eine Erweiterung von Zelt- und Bühnenfläche wurde 2007 das Kontingent wieder auf 60.000 Tickets angehoben. Die zweite Bühne (Blue Stage) wurde aus dem Eichenring ausgelagert, daneben gab es eine Zeltbühne. Das Festival 2008 war kurz vor Festivalbeginn mit 70.000 Besuchern ausverkauft.

### Entwicklung seit 2009
Das Hurricane-Festival 2009 war mit 60.000 Besuchern erstmals seit längerer Zeit nicht ausverkauft. Headliner der 13. Auflage waren Kings of Leon, Faith No More und Die Ärzte auf der Green Stage, sowie Kraftwerk, Nick Cave and the Bad Seeds und Nine Inch Nails auf der Blue Stage. Für einen der wenigen Auftritte von Faith No More in Europa reisten einige Fans aus Griechenland, Großbritannien und Australien an.
Erstmals wurde 2010 eine vierte Bühne, die White Stage, erbaut, auf der ausschließlich Acts aus dem elektronischen Bereich auftraten.
Seit 2011 werden durch den Betreiber Handy-Apps (Android, iOS) gepflegt, über die neben Informationen zu den Bands (Zeitplan, Bühne, Info) auch Aktuelles zum Festival vermittelt wird. Auch SMS-Infos sind möglich. 2011 wird von einem Netzbetreiber insbesondere für die stromlosen Camper als Werbe-Aktion ein Handy-Lade-Service angeboten, vor dem sich teilweise lange Schlangen bilden. Problematisch ist die zeitweise starke Auslastung der Handy-Netze im Festivalbereich, was auch durch die Zunahme von Smartphones, die zum Datentransfer teilweise regelmäßig eine Verbindung aufbauen, bedingt ist. Auch das Green Camping wurde in diesem Jahr erstmals angeboten.
Die wenige Jahre zuvor eingeführte Red Stage war ab 2012 nicht mehr ein Zelt, sondern eine dritte Open-Air-Bühne. Das Festival war seit Anfang Mai ausverkauft.
Im Vorverkauf 2013 wurde ein neuer Rekord erzielt, alle 73.000 Tickets waren bereits Ende März ausverkauft.
Seit 2013 entwirft der spanische Künstler Dani Blázquez jährlich ein neues Artwork für das Hurricane-Festival. 2013 war dies eine pinkfarbene Eule, 2014 ein blauer Wolf, 2015 ein grünes Wildschwein, 2016 ein roter Fuchs, 2017 ein blauer Bär, 2018 ein pinker Luchs, 2019 ein grüner Waschbär, 2020 ein lilafarbener Adler, 2022 ein oranges Eichhörnchen, 2023 ein hellblauer Elch und 2024 ein grüner Dachs. Die stilisierten Tiere unterscheiden sich jeweils in der Augenfarbe vom entsprechenden Artwork des Schwesterfestivals Southside. Das Artwork wird unter anderem auf den Leinwänden der Bühnen während der spielfreien Zeiten, als Wallpaper der Hurricane-App und des Internetauftritts sowie auch an vielen Stellen auf dem Festivalgelände auf Bannern zur Dekoration verwendet.
Nachdem auch das Festival 2014 vorzeitig mit 73.000 verkauften Kombitickets ausverkauft war, war die Ausgabe 2015 erstmals nach längerer Zeit nicht ausverkauft, es kamen etwa 65.000 Besucher. Laut Veranstalter ist dies auf den starken Festival-Konkurrenzkampf in diesem Jahr und die daraus folgende schwächere Headliner-Spitze (Placebo, Florence + the Machine, Marteria) zurückzuführen. Ebenfalls in diesem Jahr wurde ein ausgearbeitetes RFID-Bezahlsystem statt Bargeldzahlung auf dem Festivalgelände genutzt.
Der Veranstalter vermeldete am 23. Februar 2016 den Ausverkauf aller 73.000 Kombitickets. Direkt am ersten offiziellen Festivaltag wurde das Festival 2016 aufgrund einer akuten Unwetterwarnung für etwa zwei Stunden unterbrochen. Nach dem vorzeitig beendeten Festival Rock am Ring waren die Veranstalter des Hurricane besonders sensibel. Dort wurden 71 Menschen nach einem Blitzeinschlag verletzt. Am zweiten Festivaltag wurde die Öffnung des Veranstaltungsgeländes zunächst verschoben, gegen Abend dann komplett versagt. Somit fanden an diesem Tag keinerlei Auftritte statt. In der Nacht vom 25. auf den 26. Juni 2016 legte der Veranstalter mit mehreren Fachgruppen des THW sowie der Feuerwehr und eigenem Personal große Teile der Flächen trocken, pumpte Wasser ab und verteilte Stroh und Kies. Am Sonntag konnte das Gelände dann regulär geöffnet werden.
Am Abend des 15. April 2020 wurde das Festival für 2020 abgesagt, nachdem am Nachmittag in Folge der COVID-19-Pandemie die Bundesregierung und die Regierungschefs der Bundesländer Großveranstaltungen bis zum 31. August 2020 verboten hatten. Am 17. April erweiterte das Land Niedersachsen die bereits bestehende Niedersächsische Verordnung zum Schutz vor Neuinfektionen vor dem Corona-Virus und setzte damit den genannten Beschluss um. Den Ticketkäufern wurden Um- bzw. Gutschriften angeboten. Teile des ursprünglichen Line-Ups sagten für 2021 zu, darunter alle Headliner. Am 9. März 2021 gab Veranstalter FKP Scorpio bekannt, dass das Hurricane Festival auch 2021 wegen Corona nicht stattfinden und auf 2022 verschoben wird.

## Daten und Fakten
| Jahr | Datum            | Besucher | Eintrittspreis                             | Bands | Headliner |  |
| ---- | ---------------- | -------- | ------------------------------------------ | ----- | --- |  |
| 1997 | 21. bis 22. Juni | 20.000   | 59 DM (30,17 €)                            | 36    | INXS, Rammstein, Bad Religion, Midnight Oil |  |
| 1998 | 20. bis 21. Juni | 40.000   | 79 DM (40,39 €)                            | 39    | Beastie Boys, Björk, Iggy Pop, Garbage |  |
| 1999 | 26. bis 27. Juni | 45.000   | 79 DM (40,39 €)                            | 38    | Marilyn Manson, Massive Attack, Skunk Anansie, Blur, Bush |  |
| 2000 | 24. bis 25. Juni | 35.000   | 89 DM (45,50 €)                            | 44    | Nine Inch Nails, Bush, Skunk Anansie |  |
| 2001 | 23. bis 24. Juni | 40.000   | 119 DM (60,84 €)                           | 39    | Die Toten Hosen, Placebo, Faithless |  |
| 2002 | 22. bis 23. Juni | 52.000   | 72,50 €                                    | 39    | Red Hot Chili Peppers, Die Ärzte, New Order |  |
| 2003 | 20. bis 22. Juni | 45.000   | 79 €                                       | 49    | Coldplay, Massive Attack, Björk, Radiohead |  |
| 2004 | 25. bis 27. Juni | 40.000   | 79 €                                       | 46    | David Bowie, The Cure, Placebo, Die Fantastischen Vier |  |
| 2005 | 10. bis 12. Juni | 60.000   | 89 €                                       | 44    | Die Ärzte, Rammstein, System of a Down, Nine Inch Nails |  |
| 2006 | 23. bis 25. Juni | 50.000   | 89 €                                       | 64    | The Strokes, Muse, Manu Chao |  |
| 2007 | 22. bis 24. Juni | 55.000   | 109 €                                      | 61    | Pearl Jam, Beastie Boys, Marilyn Manson |  |
| 2008 | 20. bis 22. Juni | 70.000   | 99 € bis 130 €                             | 63    | Radiohead, Foo Fighters, Beatsteaks |  |
| 2009 | 19. bis 21. Juni | 60.000   | ab 99 €                                    | 64    | Die Ärzte, Kings of Leon, Faith No More |  |
| 2010 | 18. bis 20. Juni | 70.000   | ab 105 €                                   | 74    | The Strokes, Beatsteaks, Billy Talent, Jack Johnson |  |
| 2011 | 17. bis 19. Juni | 70.000   | ab 109 €                                   | 77    | Foo Fighters, Incubus, Arcade Fire |  |
| 2012 | 22. bis 24. Juni | 73.000   | ab 109 €                                   | 96    | Die Ärzte, The Cure, blink-182 |  |
| 2013 | 21. bis 23. Juni | 73.000   | ab 109 €                                   | 98    | Rammstein, Queens of the Stone Age, Arctic Monkeys |  |
| 2014 | 20. bis 22. Juni | 73.000   | ab 109 €                                   | 100   | Arcade Fire, Volbeat, Macklemore & Ryan Lewis, Seeed |  |
| 2015 | 19. bis 21. Juni | 65.000   | ab 125 €                                   | 104   | Placebo, Florence + the Machine, Marteria |  |
| 2016 | 24. bis 26. Juni | 73.000   | ab 139 €                                   | 106   | Rammstein, Mumford & Sons, The Prodigy |  |
| 2017 | 23. bis 25. Juni | 78.000   | ab 159 €                                   | 103   | Green Day, Linkin Park, Casper |  |
| 2018 | 22. bis 24. Juni | 65.000   | ab 159 €                                   |       | The Prodigy, Arctic Monkeys, Arcade Fire, Billy Talent |  |
| 2019 | 21. bis 23. Juni | 68.000   | ab 159 €                                   | 100   | Foo Fighters, Mumford & Sons, Die Toten Hosen, The Cure, Macklemore, Tame Impala |  |
| 2020 | 19. bis 21. Juni | abgesagt | ab 159 €                                   |       | geplant waren Seeed, Martin Garrix, The Killers, Deichkind, Twenty One Pilots, Kings of Leon, Rise Against                                                                                                   |  |
| 2021 | 18. bis 20. Juni | abgesagt | ab 199 €                                   |       | geplant waren Seeed, Martin Garrix, The Killers, Deichkind, Twenty One Pilots, Kings of Leon, Rise Against                                                                                                   |  |
| 2022 | 17. bis 19. Juni | 80.000   | ab 199 €                                   |       | Seeed, Martin Garrix, The Killers, Deichkind, Twenty One Pilots, Kings of Leon, Rise Against, K.I.Z |  |
| 2023 | 16. bis 18. Juni | 78.000   | ab 189 €                                   | 87    | Billy Talent, Kraftklub, Peter Fox, Muse, Casper, Marteria, Die Ärzte, Placebo, Queens of the Stone Age |  |
| 2024 | 21. bis 23. Juni | 75.000   | ab 199 €                                   | 87    | Ed Sheeran, K.I.Z, Avril Lavigne, Bring Me the Horizon, Deichkind |  |
| 2025 | 20. bis 22. Juni | 65.000   | ab 199 €                                   |       | Biffy Clyro, Rise Against, AnnenMayKantereit, Alligatoah, Deftones, Electric Callboy, Sam Fender, The Prodigy, Apache 207, Nina Chuba, Jan Böhmermann & das Rundfunk-Tanzorchester Ehrenfeld, SDP, Green Day |  |
| 2026 | 19. bis 21. Juni |          | ab 159 € Festival Pass + 59 € Camping Pass |       | |  |

## Line-ups
16 Horsepower, 311, Ani DiFranco, Armageddon Dildos, Bad Religion, The Cardigans, Chumbawamba, Cucumber Men, Daft Punk, Deine Lakaien, Element of Crime, Fischmob, Hip Young Things, The Inchtabokatables, INXS, The Jinxs, L7, Lamb, Lecker Fischbrät, The Levellers, The Lightning Seeds, Manbreak, Mansun, The Men They Couldn’t Hang, Neneh Cherry, Peter Bruntnell, Phish, Primus, Rammstein, Rekord, Sharon Stoned, Sheryl Crow, Son Volt, Thumb, Tiamat, Weltempfänger
Alaska feat. Bobo, Apocalyptica, Asian Dub Foundation, Beastie Boys, Bell Book & Candle, Björk, Chumbawamba, Dave Matthews Band, Del Amitri, Die Sterne, Garbage, Guano Apes, Hazeldine, Heather Nova, Iggy Pop, Madonna Hip Hop Massaker, Matchbox Twenty, Megaherz, Money Mark, Oomph!, Oysterband, Pop Tarts, Pulp, Rancid, Readymade, Sonic Youth, Such a Surge, The Bates, The Mighty Mighty Bosstones, The Notwist, Tito & Tarantula, Tocotronic, Torn!, Two, Vivid, Ween, Widespread Panic
Blumfeld, Blur, Built to Spill, Bush, Calexico, Catatonia, dEUS, Die Fantastischen Vier, Eat No Fish, Everlast, Faithless, Guano Apes, HIM, Hole, Ich-Zwerg, Kashmir, Liquido, Live, Marilyn Manson, Massive Attack, Miles, Molotov, Motorpsycho, Muse, Pavement, Placebo, Queens of the Stone Age, Skunk Anansie, Stereolab, The Chemical Brothers, The Goo Goo Dolls, The Hellacopters, VAST, Wunder
A, Ani DiFranco, Blind Passengers, Bomfunk MC’s, Bush, Die Firma, Eat No Fish, Element of Crime, Emilíana Torrini, Fink, FM Einheit feat. Gry, Fu Manchu, Gentleman, Giant Sand, Gomez, Groove Armada, HIM, Laika, Live, Lotte Ohm., Macy Gray, Madrugada, Missing Link, Moby, Nine Inch Nails, Project Pitchfork, Rico, Rollins Band, Sandy Dillon, Skunk Anansie, Station 17, Surrogat, The Cranberries, The Tea Party, Therapy?, Tonic, Uncle Ho
Fünf Sterne deluxe, American Hi-Fi, Ash, Backyard Babies, Blackmail, Blumfeld, Deftones, Die Toten Hosen, Donots, Faithless, Fantômas, Fink, Goldfinger, Grand Theft Audio, H-Blockx, Iggy Pop, Incubus, Jan Delay und die Sam Ragga Band, Jimmy Eat World, JJ72, Krezip, K’s Choice, Last Days of April, Nashville Pussy, OPM, Paradise Lost, Phoenix, Placebo, Queens of the Stone Age, Stereo MCs, Superpunk, The Hellacopters, The Hives, The Offspring, The Weakerthans, Thomas D, Tool, Weezer, Wheatus
… And You Will Know Us by the Trail of Dead, Die Ärzte, 4Lyn, A, Beatsteaks, Black Rebel Motorcycle Club, Die Happy, Dover, Emil Bulls, Fettes Brot, Garbage, Gluecifer, Heyday, Jasmin Tabatabai, Kane, Lambretta, Less Than Jake, Lostprophets, Madrugada, Mercury Rev, Nelly Furtado, New Order, No Doubt, Queens of the Stone Age, Readymade, Red Hot Chili Peppers, Rival Schools, Simple Plan, Soulfly, Sportfreunde Stiller, Such a Surge, Television, The (International) Noise Conspiracy, The Breeders, The Flaming Sideburns, The Notwist, The Promise Ring, Tocotronic, Zornik
22-20s, Anouk, Apocalyptica, Asian Dub Foundation, Beth Gibbons and Rustin Man, Björk, Blackmail, Brendan Benson, Cellophane Suckers, Coldplay, Console, Counting Crows, Danko Jones, Fu Manchu, Goldfrapp, Good Charlotte, Grandaddy, Guano Apes, GusGus, International Pony, Interpol, Kettcar, Massive Attack, Millencolin, Moloko, Nada Surf, NOFX, Patrice, Pinkostar, Radiohead, Röyksopp, Seeed, Sigur Rós with Amina, Skin, Slut, Starsailor, Supergrass, The Datsuns, The Hellacopters, The Mighty Mighty Bosstones, The Roots, The Sounds, Therapy?, Tocotronic, Turbonegro, Underwater Circus, Underworld, Union Youth, Venus Hum
Fünf Sterne deluxe, Air, Anti-Flag, Ash, Backyard Babies, Beatsteaks, Beginner, Billy Talent, Black Rebel Motorcycle Club, Breed 77, Bright Eyes, Colour of Fire, Cypress Hill, Danko Jones, David Bowie, Die Fantastischen Vier, Die Happy, Donots, Dropkick Murphys, Fireball Ministry, Franz Ferdinand, Gentleman & the Far East Band, Gluecifer, Graham Coxon, I Am Kloot, Ill Niño, Life of Agony, Mando Diao, Mclusky, Modest Mouse, Mogwai, Monster Magnet, Pixies, PJ Harvey, Placebo, Sarah Bettens, Snow Patrol, Sportfreunde Stiller, The (International) Noise Conspiracy, The Bones, The Cure, The Hives, Tiger Beat, Tomte, Wilco, Within Temptation
3 Doors Down, … And You Will Know Us by the Trail of Dead, Amplifier, Ashton!, Audioslave, Athlete (ausgefallen), Beatsteaks, Beck, Boysetsfire, Brendan Benson, Broken Social Scene, Die Ärzte, Dinosaur Jr., Eagles of Death Metal, Fantômas, Feist, Flogging Molly, KEN, Kettcar, La Vela Puerca, Madrugada, Madsen, Millencolin, Moneybrother, New Order, Nine Inch Nails, Oasis, Olli Schulz, Phoenix, Queens of the Stone Age, Rammstein, Sarah Bettens, Ska-P, Slut, System of a Down, Team Sleep, The Dresden Dolls, The Eighties Matchbox B-Line Disaster, The Stands, Turbonegro, Underoath, Wir sind Helden
Adam Green, Apocalyptica, Archive, Arctic Monkeys, Backyard Babies, Ben Harper & the Innocent Criminals, Billy Talent, Blackmail, Boozed, Collective Soul, Death Cab for Cutie, dEUS, Donavon Frankenreiter, Duels, Eagles of Death Metal, Elbow, Element of Crime, Everlaunch, Fettes Brot, Gnarls Barkley1, Gods of Blitz, Gogol Bordello, Hard-Fi, Gossip, Karamelo Santo, Klee, Lagwagon, Live, Mad Caddies, Mando Diao, Manu Chao Radio Bemba Sound System, Maxïmo Park, Nada Surf2, Muse1, Ohrbooten, The Weepies, Pale, Panteón Rococó, Pete Blume, Photonensurfer, Pretty Girls Make Graves, Scissors for Lefty, Serena Maneesh, Seeed, She-Male Trouble, Shout Out Louds, Sigur Rós, Skin, Smoke Blow, The Brian Jonestown Massacre, The Cardigans, The Cooper Temple Clause, The Feeling, The Answer, The Hives, The Kooks, The Raconteurs, The Sounds, The Strokes, Tomte, Two Gallants, Voltaire, Wir sind Helden, Within Temptation1, Wolfmother, Zebrahead
1 Der Auftritt wurde aufgrund eines starken Unwetters abgebrochen bzw. abgesagt.

2 Der Auftritt fand nur in der Halbzeitpause des WM-Achtelfinales Deutschland-Schweden statt.
Aereogramme, Arcade Fire, Beastie Boys, Bloc Party, The Blood Brothers, The Bravery, Bright Eyes, Cold War Kids, Deichkind, Do You Mind, Dropkick Murphys, Editors, Five O’Clock Heroes, Frank Black, Dendemann, Die Fantastischen Vier, The Films, Fotos, The Good, the Bad & the Queen, The Hold Steady, Howling Bells, Incubus, Interpol, Isis, Itchy Poopzkid, Jet, Johnossi, Juliette and the Licks, Karpatenhund, Kings of Leon, La Vela Puerca, Les Rita Mitsouko, Less Than Jake, Manic Street Preachers, Marilyn Manson, Me First and the Gimme Gimmes, Mutemath, Modest Mouse, Mogwai, Ohrbooten, One Fine Day, Pearl Jam, Placebo, Porcupine Tree, Queens of the Stone Age, Satellite Party, Snow Patrol, Sonic Youth, The Sounds, State Radio, Sugarplum Fairy, Super700, Tokyo Police Club, Virginia Jetzt!
Apoptygma Berzerk, Bat for Lashes, Beatsteaks, Biffy Clyro, Billy Talent, Black Rebel Motorcycle Club, Blackmail, British Sea Power, Calexico, Deichkind, Die Mannequin, Digitalism, Does It Offend You, Yeah?, Donots, Elbow, Enter Shikari, Flogging Molly, Foo Fighters, Jaguar Love, Jan Delay & Disko No 1, Jason Mraz, Jennifer Rostock, Kaiser Chiefs, Kettcar, Krieger, Madsen, Maxïmo Park, Millencolin, Monster Magnet, Nada Surf, NOFX, Oceansize, Operator Please, Panic! at the Disco, Panteón Rococó, Patrice, Radiohead, Razorlight, Rise Against, Rodrigo y Gabriela, Shantel & Bucovina Club Orkestar, Sigur Rós, Slut, Tegan and Sara, The Beautiful Girls, The Chemical Brothers, The Cribs, The Enemy, The (International) Noise Conspiracy, The Kooks, The Pigeon Detectives, The Notwist, The Subways, The Weakerthans, The Wombats, Tocotronic, Turbostaat, Samavayo und Xavier Rudd
Anti-Flag, Auletta, Ben Harper and Relentless7, Blood Red Shoes, Bosse, Brand New, Clueso, Culcha Candela, Datarock, Dendemann, Die Ärzte, Die Fischer, Disturbed, Duffy, Eagles of Death Metal, Editors, Eskimo Joe, Everlaunch, Faith No More, Fettes Brot, Fleet Foxes, Frank Turner, Franz Ferdinand, Friendly Fires, Get Well Soon, Glasvegas, Gogol Bordello, Johnossi, Joshua Radin, Just Jack, Karamelo Santo, Katy Perry, Keane, Kings of Leon, Kraftwerk, Ladyhawke, Less Than Jake, Lily Allen, Lovedrug, Lykke Li, Moby, Nick Cave and the Bad Seeds, Nine Inch Nails, Nneka, No Use for a Name, Paolo Nutini, Pixies, Portugal. The Man, Silversun Pickups, Ska-P, Social Distortion, The Alexandria Quartet, The Asteroids Galaxy Tour, The Dø, The Gaslight Anthem, The Horrors, The Living End, The Mars Volta, The Rakes, The Sounds, The Ting Tings, The Whip, The Wombats, Samavayo, Tomte.
Alberta Cross, Archive, Ash, Band Of Skulls, Beatsteaks, Biffy Clyro, Bigelf, Billy Talent, Bonaparte, Boys Noize1, Bratze, Charlie Winston, Coheed and Cambria, Cosmo Jarvis, Cymbals Eat Guitars, Danko Jones, Deftones, Deichkind, Dendemann, Does It Offend You, Yeah?, Donots, Dropkick Murphys, Element of Crime, Enter Shikari, Erol Alkan1, Faithless, Florence + the Machine, FM Belfast, Frank Turner, Frittenbude1, Good Shoes, Horse the Band, Hot Water Music, Ignite, Jack Johnson, Jennifer Rostock, K’s Choice, Kap Bambino, Kashmir, Katzenjammer, La Roux, LaBrassBanda, LCD Soundsystem, Local Natives, Madsen, Mando Diao, Marina and the Diamonds, Massive Attack, Moneybrother, Mr. Oizo, Paramore, Phoenix, Porcupine Tree, Revolverheld, Shout Out Louds, Skindred, Skunk Anansie, Stone Temple Pilots, Tegan and Sara, The Blackout, The Bloody Beetroots Deathcrew 77, The Gaslight Anthem, The Get Up Kids, The Hold Steady, The Prodigy, The Specials, The Strokes, The Temper Trap, The xx, Timid Tiger, Turbostaat, Two Door Cinema Club, Vampire Weekend, We Are Scientists, White Lies und Zebrahead.
1 Der Auftritt wurde wegen Überfüllung abgebrochen.
Foo Fighters, Incubus, Arcade Fire, The Chemical Brothers, Portishead, Arctic Monkeys, Kaiser Chiefs, My Chemical Romance, Clueso, The Hives, Suede, Kasabian, The Subways, Gogol Bordello, Flogging Molly, Elbow, The Wombats, Jimmy Eat World, Sublime With Rome, Two Door Cinema Club, Boysetsfire, Monster Magnet, The Kills, Lykke Li, Selig, Kashmir, Glasvegas, Band of Horses, The Sounds, Bright Eyes, Sum 41, All Time Low, Klaxons, Eels, Kaizers Orchestra, Sick of It All, Parkway Drive, William Fitzsimmons, Blood Red Shoes, Jupiter Jones, I Blame Coco, Irie Révoltés, Young Rebel Set, I Am Kloot, Friendly Fires, Darwin Deez, Comeback Kid, Converge, The Asteroids Galaxy Tour, Portugal. The Man, Warpaint, The Vaccines1, An Horse, British Sea Power, Sick Puppies, Pulled Apart by Horses, Kvelertak, You Me at Six, Brother, Tame Impala, Cloud Control, Miles Kane, Yoav, Everything Everything, Letlive, Tusq, Twin Atlantic, Pete & the Pirates, Wakey!Wakey!, Evaline, Artig, Digitalism, Crookers, Trentemøller, A-Trak, Hercules and Love Affair, Frittenbude, Chase & Status, Crystal Fighters und Egotronic.
1 Der Auftritt fand nicht statt, weil die Band ihr Flugzeug verpasste.
Die Ärzte, The Cure, Blink-182, Justice, Rise Against, The Stone Roses, Mumford & Sons, Sportfreunde Stiller, The Kooks, The xx, New Order, Noel Gallagher’s High Flying Birds, Wolfmother, LaBrassBanda, Casper, Katzenjammer, Kettcar, The Mars Volta, The Shins, Broilers, Florence + the Machine, Garbage, Thees Uhlmann & Band, Eagles of Death Metal, Beirut, Bosse, The Temper Trap, Bonaparte, Boy, Kraftklub, Ed Sheeran, K.I.Z, City and Colour1, Bat for Lashes, Jennifer Rostock, Frank Turner & The Sleeping Souls, Royal Republic, Pennywise, Lagwagon, M83, Hot Water Music, Mad Caddies, La Vela Puerca, Kakkmaddafakka, Less Than Jake, Zebrahead, All Shall Perish, My Morning Jacket, The Dø, Adept, Selah Sue, The Bronx, La Dispute, Little Dragon, Disco Ensemble, Band Of Skulls, GusGus, Nneka, Bombay Bicycle Club, M. Ward, Die Antwoord, Spector, The Black Box Revelation, Young Guns, Other Lives, Twin Shadow, The Computers, Switchfoot, Eastern Conference Champions, Kurt Vile & The Violators, All The Young, Hoffmaestro, Golden Kanine, Turbowolf, We Are Augustines, Willy Moon, Alt-J, The Floor Is Made Of Lava, All Mankind, The Inspector Cluzo1, Mutter, Everlaunch, Electric Guest, Hawk Eyes, We Invented Paris, In Golden Tears, Casting Louis.
White Stage: Fritz Kalkbrenner, Steve Aoki, SebastiAn, Beardyman, Busy P, Bassnectar, Azari & III, Supershirt, Bratze, Dumme Jungs.
1 Der Auftritt fand aufgrund von Krankheit nicht statt.
Rammstein, Queens of the Stone Age, Arctic Monkeys, Deichkind, Billy Talent, Paul Kalkbrenner, Sigur Rós, Portishead, The Smashing Pumpkins, Ska-P, The Gaslight Anthem, The National, Editors, Two Door Cinema Club, The Hives, Of Monsters and Men, Bloc Party, NOFX, Kasabian, Gogol Bordello, Ben Howard, Jimmy Eat World, Marteria, Parkway Drive, Frittenbude, Alt-J, Max Herre, Left Boy, City and Colour, Macklemore & Ryan Lewis, Madsen, Shout Out Louds, Johnny Borrell & Zazou, Frank Turner & The Sleeping Souls, Tegan and Sara, Tyler, the Creator, Darwin Deez, Tame Impala1, Johnossi, Prinz Pi, Boysetsfire, Danko Jones, Triggerfinger, Archive, Get Well Soon, The Vaccines, The Maccabees, Callejon, Irie Révoltés, Friska Viljor, I Am Kloot, Kashmir, Converge, Steven Wilson, Karnivool, Every Time I Die, The Devil Wears Prada, Kvelertak, Passenger, Turbostaat, Frightened Rabbit, Ron Pope, Miles Kane, SDP, The Bouncing Souls, Masters of Reality, The Kyteman Orchestra, British Sea Power, The Virginmarys, Kodaline, Hudson Taylor, Fidlar, Arkells, Peace, Mikhael Paskalev, The Stanfields, Torpus & the Art Directors, ME, Swim Deep, Skaters, Deap Vally, Herrenmagazin, Heisskalt, OK Kid, No, The Family Rain, Malleus, Goldmouth, Who Killed Frank?, Lifes Illness.
White Stage: Modeselektor, The Parov Stelar Band, Chase & Status, Netsky, C2C, Gesaffelstein, Breakbot, FM Belfast, Haezer.
1 Der Auftritt fand nicht statt, weil das Equipment der Band nicht rechtzeitig ankam.
Arcade Fire, Volbeat, Macklemore & Ryan Lewis, Seeed, The Black Keys, Casper, Fettes Brot, Kraftklub, Dropkick Murphys, The Kooks, Interpol, Broilers, Franz Ferdinand, Ed Sheeran, Elbow, Pixies, Bastille, Lykke Li, James Blake, Belle and Sebastian, Lily Allen, The Wombats, Thees Uhlmann & Band, White Lies, Passenger, Tocotronic, Flogging Molly, Bad Religion, Bring Me the Horizon, Donots, Jennifer Rostock, Fünf Sterne deluxe, Tom Odell, Metronomy, The Subways, Bonaparte, Bombay Bicycle Club, Rodrigo y Gabriela, Bosse, The Sounds, Angus & Julia Stone, London Grammar, Panteón Rococó, Chuck Ragan, Blood Red Shoes, Dispatch, We Came as Romans, You Me at Six, Poliça, Marcus Wiebusch, Selah Sue, Midlake, Zebrahead, Skindred, The Naked and Famous, The Asteroids Galaxy Tour, Dave Hause, Young Rebel Set, Dillinger Escape Plan, Augustines, Fucked Up, Feine Sahne Fischfilet, We Butter the Bread with Butter, Twin Atlantic, Blaudzun, We Invented Paris, To Kill a King, Royal Blood, Reignwolf, Balthazar, The Bots, Johnny Flynn & The Sussex Wit, Drenge, Abby, Apologies, I Have None, Circa Waves, Current Swell, I Heart Sharks, The Durango Riot, Samaris, Tonbandgerät, Station 17, Findus, Razz.
White Stage: Moderat, Baauer, Moonbootica, Crookers, Duke Dumont, The 1975, Kavinsky, Chvrches, George Ezra, Marek Hemmann, The Preatures, Egotronic, Deaf Havana, Bilderbuch, Family of the Year, Sonic. The Machine.
Placebo, Florence + the Machine, Marteria, Farin Urlaub Racing Team, Deadmau5, Paul Kalkbrenner, Casper exklusiv mit DJ-Set, Alt-J, Jan Delay & Disco No. 1, K.I.Z, Cro, The Gaslight Anthem, Madsen (vertraten den erkrankten Ben Howard), Katzenjammer, Noel Gallagher’s High Flying Birds, Parov Stelar Band, Of Monsters and Men, Milky Chance, George Ezra, NOFX, Die Antwoord, Angus & Julia Stone, Death Cab for Cutie, LaBrassBanda, Alligatoah, Frittenbude, Death from Above 1979, 257ers, Black Rebel Motorcycle Club, Irie Révoltés, Suicidal Tendencies, Future Islands, The Notwist, Counting Crows, SDP, The Cat Empire, Backyard Babies, Danko Jones, Archive, The Tallest Man on Earth, Kontra K, Olli Schulz, All Time Low, Band of Skulls, The Vaccines, Millencolin, Lagwagon, Chet Faker, Jupiter Jones, First Aid Kit, Lilly Wood, Sheppard, Tonbandgerät, Dub FX, Kodaline, Every Time I Die, The Dø, Big Sean, Strung Out, Darkest Hour, Mo, Catfish and the Bottlemen, St.Paul & The Broken Bones, We Are the Ocean, Hoffmaestro, The Districts, Fidlar, Marmozets, SomeKindaWonderful, Adam Angst, Schmutzki, Nothing but Thieves, Gengahr, Sunset Sons, The Bohicas, Turbowolf, Shoshin, Metz, Eagulls, Skinny Lister, Public Service Broadcasting, Mantar, Trümmer, Little May, Oscar and the Wolf, The Mirror Trap, Neonschwarz, John Coffey, Captain Capa, East Cameron Folkcore, Superheld.

White Stage: Madeon, Booka Shade, The Glitch Mob, WhoMadeWho, Klingande, AronChupa, The Toxic Avenger, Rone, Dumme Jungs

Bereits am Donnerstag auf der Warm-up-Party spielen: Alle Farben, Supershirt, Fuck Art, Let’s Dance!, Eljot Quent
Rammstein, Mumford & Sons, The Prodigy, Deichkind, K.I.Z, Axwell Λ Ingrosso, The Offspring, AnnenMayKantereit, Dropkick Murphys, Bloc Party, James Bay, Fritz Kalkbrenner, Two Door Cinema Club, Trailerpark, The Hives, Flogging Molly, Editors, Frank Turner & The Sleeping Souls, Bosse, Jennifer Rostock, Wanda, Prinz Pi, Royal Republic, Genetikk, Boy, Die Orsons, The Wombats, Boysetsfire, The Subways, Pennywise, Tom Odell, Feine Sahne Fischfilet, von Brücken, Haftbefehl, Maxïmo Park, Joris, Augustines, Blues Pills, Anti-Flag, Skindred, Gloria, Kvelertak, Eskimo Callboy, Courtney Barnett, Zebrahead, Poliça, Jack Garratt, Half Moon Run, Yeasayer, Turbostaat, Jamie Lawson, Emil Bulls, Walk Off the Earth, The Heavy, X Ambassadors, Oh Wonder, Elle King, Chakuza, Elliphant, Balthazar, Twin Atlantic, Good Riddance, Zugezogen Maskulin, Bear’s Den, Schmutzki, Hiatus Kaiyote, Lance Butters, Ryan Bingham, Chefket, The Devil Makes Three, Rat Boy, The Stanfields, Highasakite, BØRNS, Blossoms, Ho99o9, Kelvin Jones, Erik Cohen, Barns Courtney, DMA’s, VAUU, Kiko King & Creativemaze, Tired Lion und I Am Jerry, Herrenmagazin, De fofftig Penns, The London Souls, Fjørt, Tüsn, Foffig Penns.

White Stage Lineup: Boys Noize, Digitalism, A-Trak, Zeds Dead, Fraktus, Gestört aber geil, Egotronic, HVOB, Rampue.
Warm-Up-Party Lineup: Grossstadtgeflüster, Romano, Chefboss, Swiss und die Andern, Beck’s Camp FM Party, Motorbooty Party.
Green Day, Linkin Park, Casper, Blink-182, Die Antwoord, Imagine Dragons, Axwell Λ Ingrosso, Fritz Kalkbrenner, Alt-J, Mando Diao, A Day to Remember, Royal Blood, Rancid, Clueso, Flogging Molly, Editors, SDP, Wolfmother, Halsey, Jennifer Rostock, Frank Turner & The Sleeping Souls, Jimmy Eat World, Gogol Bordello, Bilderbuch, Lorde, Milky Chance, Kontra K, Passenger, Boy, 257ers, Future Islands, Danko Jones, Maxïmo Park, Xavier Rudd, Die Orsons, Joris, Kakkmaddafakka, Nathaniel Rateliff & the Night Sweats, Haftbefehl, Callejon, SSIO, Antilopen Gang, Archive, Of Mice & Men, You Me at Six, Gloria, Frittenbude, OK Kid, Seasick Steve, Baroness, Irie Révoltés, Heisskalt, Me First and the Gimme Gimmes, Die Kassierer, Kodaline, Kensington, LP, Twin Atlantic, Dave Hause & the Mermaid, Fatoni, Neonschwarz, SXTN, Disco Ensemble, Montreal, Red Fang, The King Blues, Moose Blood, Nothing but Thieves, The Smith Street Band, Ho99o9, Skinny Lister, Highly Suspect, Counterfeit, JP Cooper, Erik Cohen, Alex Mofa Gang, Louis Berry, Tall Heights, The Dirty Nil, K. Flay, STU Larsen, Amber Run, Leif Vollebekk, Pictures, Smile and Burn, Ace Tee & Kwam E, Aber Hallo, Microschrei, Antiheld, HURRICANESWIMTEAM
White Stage Lineup: Boys Noize, Digitalism Live, Modestep, Alle Farben, RL Grime, Gestört aber geil, Rampue, Drunken Masters, Die Boys
Warm-Up-Party Lineup: Montreal, Moop Mama, Antje Schomaker, JOMO, Beck’s Camp FM Party, Motorbooty Party.
Arcade Fire, Billy Talent, Marteria, Kraftklub, Justice, Broilers, Biffy Clyro, The Offspring, Beginner, Two Door Cinema Club, The Kooks, London Grammar, Franz Ferdinand, Angus & Julia Stone, Dendemann, Feine Sahne Fischfilet, Wanda, Madsen, George Ezra, Bonez MC, RAF Camora, NOFX, Prinz Pi, Donots, SXTN, Portugal. The Man, Boysetsfire, Pennywise, Bonaparte, Samy Deluxe, RIN, Mighty Oaks, Underoath, Fjørt, Swiss und die Andern, Adam Angst
White Stage Lineup: The Glorious Sons, Gavin James, Coasts, DMA’s, Jungle, Funk Fragment, Deap Valley, Amy Shark, Parcels, Jain, Benjamin Clementine, Martin Jensen, Mike Perry, Tom Grennan, Drangsal, Jeremy Loops, Dermot Kennedy, Meute
Warm-Up-Party Lineup: Booka Shade, Valentino Khan, Sascha Braemer, Moonbootica, Eskei83, Egotronic, Audio88 & Yassin, Liedfett, Radio Havanna, Leoniden, Mike Perry, Martin Jensen, Ganz
Alex Mofa Gang, Alice Merton, Alma, AnnenMayKantereit, Bausa, Bear’s Den, Betontod, Bilderbuch, Black Honey, Bloc Party, Bosse, Christine and the Queens, Cigarettes After Sex, Danger Dan, Descendents, Die Höchste Eisenbahn, Die Orsons, Die Toten Hosen, Dub FX, Enno Bunger, Enter Shikari, Faber, Flogging Molly, Flux Pavilion, Foo Fighters, Frank Turner & The Sleeping Souls, Fünf Sterne deluxe, Grossstadtgeflüster, Gurr, Idles, Interpol, Johnny Marr, La Dispute, Lauv, Leoniden, Lion, Macklemore, Me First and the Gimme Gimmes, Moguai, Montreal, Muff Potter, Mumford & Sons, Neonschwarz, OK Kid, Papa Roach, Parkway Drive, Pascow, Pond, Rosborough, Royal Republic, Sam Fender, Schmutzki, Skinny Lister, Sofi Tukker, Sookee, Steiner & Madlaina, Steve Aoki, Swmrs, Syml, Tame Impala, Teesy, Ten Tonnes, The Cure, The Dirty Nil, The Gardener & the Tree, The Sherlocks, The Streets, The Wombats, Trettmann, Ufo361, Voltkid, White Denim, Wolfmother, You Me at Six, Yung Hurn, Zebrahead, 257ers.
Alex Mofa Gang, Alice Merton, Antilopen Gang, Aurora, Avralize, Bad Religion, Blond, Blues Pills, Bring Me the Horizon, Brutus, Charli XCX, Deichkind, Dermot Kennedy, Electric Callboy, Ferdinand fka left boy, Fil Bo Riva, Flash Forward, Foals, Fontaines D. C., Frittenbude, Giant Rooks, Goat Girl, Half Moon Run, Helgen, Holly Humberstone, Hot Milk, hurricaneswimteam, Idles, Inhaler, JC Stewart, Jeremias, Jimmy Eat World, Juju, Julian Jordan, K.I.Z, Kat Frankie, Kelvyn Colt, Kings of Leon, KitschKrieg, Kollektiv Turmstrasse, Kontra K, Kummer, Lari Luke, Loopers, LP, Mando Diao, Martin Garrix, Matisse & Sadko, Megaloh, Millencolin, Milliarden, Mine, Neck Deep, Nothing but Thieves, Nura, Oh Wonder, OK Kid, Pano, Press Club, Provinz, Reignwolf, Rise Against, Royal Blood, Schmyt, Schrottgrenze, SDP, Seeed, Skindred, Sondaschule, Swiss und die Andern, The Dead South, The Hives, The Killers, The Lathums, The Stickmen Project, Thees Uhlmann & Band, Tom Gregory, Tones and I, Turbostaat, Twenty One Pilots, Von Wegen Lisbeth, Wargasm, While She Sleeps.
01099, Akne Kid Joe, Alle Farben, Alli Neumann, Anti-Flag, Ashnikko, Badmómzjay, Beauty School Dropout, Betontod, Betterov, BHZ, Billy Talent, Bosse, Bukahara, Casper, Cavetown, Charley, Chvrches, Cloudy June, Clueso, Daði Freyr, Deaf Havana, Die Ärzte, DMA’s, Domiziana, Donots, Drunken Masters, Dylan, Edwin Rosen, Enter Shikari, Fjørt, Fortella, Frank Turner & the sleeping souls, Funeral for a Friend, Gayle, hurricaneswimteam, James Bay, Kaffkiez, Kaleo, Karo Lynn, Kelsy Karter & the heroines, Kid Kapichi, Kraftklub, Lilly Palmer, Lionheart, Lola Marsh, Loyle Carner, Madsen, Majan, Marteria, Mezerg, Muse, My Ugly Clementine, Nina Chuba, Ostblockschlampen, Palaye Royale, Pascow, Peter Fox, Picture This, Placebo, Power Plush, Provinz, Queens of the Stone Age, Razz, RIN, Sleaford Mods, Sondaschule, Tash Sultana, Taylor Acorn, The 1975, The Amazons, The Interrupters, The Lumineers, The Pale White, Trettmann, Two Door Cinema Club, Tyna, Wanda, Will Linley, Zebrahead.
Wild Coast Stage Warm up & Parties: Antje Schomaker, Buzz Beat Boutique, Hansemädchen, Querbeat, Rogers, Steve Clash, Zugezogen Maskulin
Aaron, Adam Angst, Alice Merton, Avril Lavigne, Ayliva, Becky Hill, Bess Atwell, Bombay Bicycle Club, Booka Shade, Boston Manor, Bring Me the Horizon, Bruckner, Brutalismus 3000, Buntspecht, Bury Tomorrow, Cari Cari, Danko Jones, Deichkind, Deine Cousine, Dilla, Drei Meter Feldweg, Ed Sheeran, Editors, Ennio, Enno Bunger, Fast Boy, Fatoni, Feine Sahne Fischfilet, Flore, Fontaines D. C., Frank Carter & The Rattlesnakes, Giant Rooks, Glockenbach, Grossstadtgeflüster, High Vis, Hurricane Swim Team, I Dont Know How But They Found Me, Idles, Itchy, Jungle, K.I.Z, Kabinett, Omaer Sheriff, Kontra K, Lari Luke, Leoniden, Makko, Marsimoto, Me First and the Gimme Gimmes, Mille, Missio, Montreal, Moop Mama x Älice, Noga Erez, Pashanim, Paula Carolina, Paula Hartmann, Revol, Ritter Lean, Roy Bianco & Die Abbrunzati Boys, Ruby Waters, Sea Girls, Sido, Silverstein, Simple Plan, Ski Aggu, Soho Bani, Sprints, Stella Bossi, Stone, Sum 41, Taha, Team Scheisse, Teuterekordz, The Gaslight Anthem, The Hives, The Kooks, The Last Dinner Party, The Lathums, The Mysterines, The National, The Offspring, The Reytons, The Subways, Tom Odell, Turnstile.

## Fernsehübertragung
Bis 2004 hatte der Kölner Musiksender VIVA die exklusiven Übertragungsrechte der Bühnenshows. Im Jahr 2004 wurden zum ersten Mal die Auftritte auf der Center Stage auch hochauflösend in HDTV aufgezeichnet und exklusiv auf dem ersten europäischen HDTV-Sender Euro1080 gesendet. Nach Übernahme der Mehrheit an VIVA durch Viacom, die ebenfalls im Besitz des (zuvor konkurrierenden) Musiksenders MTV sind, war MTV Partner des Hurricane-Festivals. 2005 wurde der Auftritt von Die Ärzte live auf MTV gezeigt; 2006 die drei Auftritte von Mando Diao, The Hives und The Strokes hintereinander; 2008 eine Zusammenfassung von Freitag und Samstag und der Auftritt von den Beatsteaks und Billy Talent. Des Weiteren sendete Arte Dokumentationen über die Hurricane-Festivals seit 2004. Im Jahre 2011 übernahmen VIVA und ZDFkultur die Übertragung. 2012 hatte ZDFkultur die alleinigen Übertragungsrechte. Im Jahr 2016 hatte ARTE die Rechte zur Übertragung. 2022 wurden von ARTE und NDR.de an drei Tagen rund 28 Stunden von dem Festival gestreamt. In der ARD war eine Zusammenfassung zu sehen.